# Codex Claromontanus
Codex Claromontanus (D/06) er et bibelhåndskrift fra det 6. århundrede.
Skriftet er på græsk og indeholder næsten alle Paulus' breve. Det består af 533 blade (24,5 x 19,5 cm).
Håndskriftet er i Bibliothèque nationale de France (grec 107).

## Eksterne link og kildehenvisninger
- Wikimedia Commons har flere filer relateret til Codex Claromontanus

- Bruce M. Metzger, The Text of the New Testament: Its Transmission, Corruption and Restoration, 1968, Oxford University Press. pp. 49-51.
- Codex Claromontanus D (06): at the Encyclopedia of Textual Criticism
- Michael D. Marlowe, Bible Research: Codex Claromontanus
- Fac-similés de manuscrits grecs, latins et français du 5e au 14e siècle, exposés dans la Galerie Mazarine (Paris 1900), Plates III, IV.

| Religion | Spire Denne religionsartikel er en spire som bør udbygges. Du er velkommen til at hjælpe Wikipedia ved at udvide den. |